# Rez
Rez är en blandning mellan musikspel och shoot 'em up till Dreamcast och PlayStation 2.
Producent för spelet var Tetsuya Mizuguchi, även känd som upphovsmannen bakom Space Channel 5, Meteos och Lumines: Puzzle Fusion, som alla kombinerar musik och grafik på ett innovativt sätt. Spelet finns även i en specialutgåva kallad Rez: Trance Vibrator   där det ingår en lös enhet med vibrationsfunktion som även är användbar till spel som Space Channel 5:Part 2 och Disaster Report.